# Antonio Di Carlo
Antonio Di Carlo (Roma, 6 giugno 1962) è un ex calciatore italiano, di ruolo centrocampista.

## Caratteristiche tecniche
Di Carlo era una mezzala dotata di tecnica discreta e attitudine al lavoro di spola a centrocampo. Era in possesso di un buon tiro da lontano.

## Carriera
Cresciuto nella Società Sportiva Romulea, entra a far parte del vivaio della Roma nel 1978 senza riuscire però ad esordire in prima squadra. Dal 1981 viene mandato in prestito per tre stagioni consecutive, prima al Piacenza e alla Carrarese in Serie C1 ed infine all'Arezzo in Serie B. In questi anni la Roma lo richiama per partecipare al Torneo di Viareggio, che vince nel 1981 e nel 1983.
Nel 1984 torna nella capitale, agli ordini di Sven-Göran Eriksson che lo utilizza come rincalzo per tre stagioni, sfruttandone le capacità di pressing e corsa in mezzo al campo. Esordisce nella massima serie il 30 settembre 1984 nel pareggio per 0-0 sul campo dell'Atalanta, collezionando 50 presenze e 4 reti in Serie A e la vittoria di una Coppa Italia nel 1985-1986.
Con il ritorno di Nils Liedholm sulla panchina giallorossa esce dai piani tecnici della società, e nel settembre 1987 viene ceduto al Genoa, a parziale contropartita del passaggio di Sergio Domini ai capitolini. Con i Grifoni disputa una stagione da titolare nel campionato di Serie B 1987-1988 concluso con la salvezza della formazione genoana. Anche in Liguria, con l'arrivo di un nuovo allenatore (Franco Scoglio) finisce in disparte e nell'autunno 1988 passa in prestito al Parma, sempre in B.
Nel 1989 viene ceduto all'Ancona dove milita per due stagioni per passare poi nel 1991 al Perugia in Serie C1. Rimaneo inattivo al termine della stagione 1992-1993; dopo essere stato in trattative per il passaggio al calcio a 5 con la Roma JM chiude la sua carriera nell'Avezzano in Serie C2 dove si trasferisce nel febbraio 1994 fino al termine della stagione.

## Dopo il ritiro
Alle elezioni comunali di Roma del 2021 viene inserito nella lista civica del candidato del centro-destra Enrico Michetti, ottiene 88 preferenze senza essere eletto. Dagli anni novanta , dopo essere entrato nel mondo della ristorazione , è  diventato proprietario di cavalli che gareggiano in competizioni nazionali ed internazionali

## Statistiche

### Presenze e reti nei club
| Stagione    | Squadra     | Campionato  | Campionato | Campionato | Coppe nazionali | Coppe nazionali | Coppe nazionali | Coppe continentali | Coppe continentali | Coppe continentali | Altre coppe | Altre coppe | Altre coppe | Totale | Totale |
| Stagione    | Squadra     | Comp        | Pres       | Reti       | Comp            | Pres            | Reti            | Comp               | Pres               | Reti               | Comp        | Pres        | Reti        | Pres   | Reti   |
| ----------- | ----------- | ----------- | ---------- | ---------- | --------------- | --------------- | --------------- | ------------------ | ------------------ | ------------------ | ----------- | ----------- | ----------- | ------ | ------ |
| 1984-1985   | Roma        | A           | 16         | 3          | CI              | 6               | 1               | CdC                | 2                  | 0                  | -           | -           | -           | 24     | 4      |
| 1985-1986   | Roma        | A           | 19         | 0          | CI              | 12              | 1               | -                  | -                  | -                  | -           | -           | -           | 31     | 1      |
| 1986-1987   | Roma        | A           | 15         | 1          | CI              | 2               | 1               | CdC                | 2                  | 1                  | -           | -           | -           | 19     | 3      |
| Totale Roma | Totale Roma | Totale Roma | 50         | 4          |                 | 20              | 3               |                    | 4                  | 1                  |             | -           | -           | 74     | 8      |

## Palmarès

### Competizioni giovanili
- Torneo di Viareggio: 1

Roma: 1981

### Competizioni nazionali
- Coppa Italia Serie C: 1

Carrarese: 1982-1983
- Coppa Italia: 1

Roma: 1985-1986